# Elijah's Mantle
Elijah's Mantle was een muzikaal project van Mark St.John Ellis. In totaal bracht hij negen albums uit onder deze naam.
Het project werd in 1991 opgericht en het eerste album 'Angels of Perversity' kwam uit in 1993.
Dit album werd opgenomen in de Quivvey Church studio van Brendan Perry (Dead Can Dance).
Mark Ellis beschrijft de samenwerking met Brendan Perry als niet succesvol, maar geeft tevens aan dat het wel geholpen heeft zijn muziek bij een breder publiek onder de aandacht te krijgen.
De albums van Elijah's Mantle worden uitgracht door het door Mark Ellis in 1991 opgerichte label 'De Nova Da Capo', en gedistribueerd door 'World Serpent Distribution'.
Op het in 1996 door De Nova Da Capo uitgebrachte compilatiealbum 'These Wings Without Feathers' verschenen ook twee voormalig onuitgebrachte composities van Lisa Gerrard. In 1995 tourde Elijah's Mantle als suport act met Lisa Gerrard tijdens haar tour ter promotie van haar eerste soloalbum.
In 2014 maakte Mark Ellis bekend dat Elijah's Mantle stopt. Zijn volgende album zal uitkomen onder de projectnaam NAG.

## discografie
- 1993: Angels of Perversity
- 1994: Remedies in Heresies
- 1995: Sorrows of Sophia
- 1996: Betrayals and Ecstasies
- 1997: Poets and Visionaries
- 1999: Psalms from Invocations
- 2000: Legacy of Corruption
- 2002: Breath of Lazarus
- 2010: Observations of an Atheist